# Bouvardia nivea
Bouvardia nivea är en måreväxtart som beskrevs av Attila L. Borhidi. Bouvardia nivea ingår i släktet Bouvardia och familjen måreväxter. Inga underarter finns listade i Catalogue of Life.